# Res mancipi
Res mancipi bezeichnet eine der Eigentumskategorien im römischen Recht. Den Gegenbegriff bildet res nec mancipi. Res mancipi genossen als hochwertiges Eigentum im frühen Rom eine besondere Bedeutung und entsprechenden Schutz. 
Gaius, einer der klassischen Juristen des 2. Jahrhunderts n. Chr., erklärte den Unterschied der Eigentumsklassen durch gegenständliche Beispielsgebung. Ländereien und Häuser auf italischem Boden, Lasttiere, Sklaven und bäuerliche und praediale Knechtschaft unterfielen seinen Festhaltungen nach den res mancipi. Die insoweit gefassten Gegenstände durften lediglich in einem rituellen Verfahren übermittelt werden. Das bedeutete, dass sie entweder durch eine strengförmliche mancipatio-Zeremonie oder im Wege der in iure cessio übertragen werden mussten. Eine traditio ex iusta causa genügte nur bei res nec mancipi, also den übrigen Gegenständen des Kultur- und Gebrauchslebens. 
Kaiser Justinian wandte sich von der Kategorisierung im Rahmen eines wirtschaftlich immer internationaler werdenden Handelsverkehrs von der Unterscheidung zunehmend ab. Im später sogenannten Corpus iuris civilis finden sich schließlich Stellen für die formelle Abschaffung.